# Cobertura de grandes de España

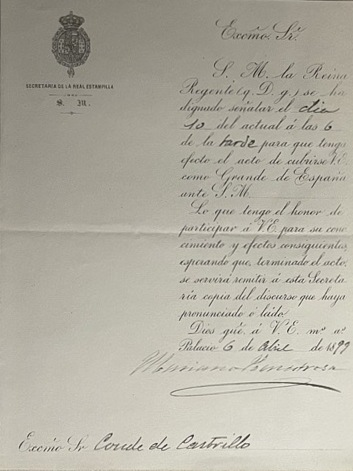
Carta convocando para cubrirse a Esteban Crespí de Valldaura y Fortuny, XIV conde de Castrillo el 10 de abril de 1899.

La cobertura de grandes de España era una antigua ceremonia palatina del reino de España.

## Historia
El origen de este privilegio se encuentra estrechamente relacionado con la propia dignidad de grande por lo que se considera que surgió en el primer tercio del siglo XVI. Durante el reinado de la Casa de Austria, el acto solía realizarse de una forma más o menos espontánea dentro de la cotidianeidad de la corte. Se tiene constancia de que en una ocasión esta ceremonia fue efectuada por delegación del propio rey por sus familiares cercanos.
Durante el siglo XVIII con el advenimiento de la Casa de Borbón, se comienza un proceso de estructuración del acto en el marco de una ceremonia individual, proceso que culmina a mediados del siglo XIX, cuando se instituye como ceremonia palatina conjunta. El mismo proceso que sufrió su equivalente femenino, la toma de almohada. Las últimas ceremonias se realizaron durante el reinado de Alfonso XIII.

## Desarrollo
Como ceremonia palatina quedó fijada a principios del siglo XVIII, aunque realizándose de forma individual, posteriormente en el siglo XIX la ceremonia se realizaba de forma conjunta.
En primer lugar, los grandes de España y los esposos de mujeres grandes de España por derecho propio, solicitaban el honor de cubrirse. Junto con la solicitud debían adjuntarse los documentos que legitimaban el acceso al privilegio.
Para la ceremonia no existía una periodicidad fija, sino que se producía cuando el monarca y el alto personal palatino consideraba que había un número suficiente de grandes no cubiertos que hubiesen solicitado cubrirse.
La ceremonia se desarrollaba en la antecámara del Palacio Real de Madrid. La antecámara se encontraba preparada con un trono y bancos a uno y otro lado del mismo. Los grandes de España que debían cubrirse entraban en la antecámara uno por uno, por orden de antigüedad de su grandeza, acompañado cada uno de su padrino. El padrino debía ser otro grande de España ya cubierto. Una vez entrado el grande de España por cubrirse y su padrino, realizaban tres reverencias sucesivas según se acercaban al trono, una vez realizada la tercera, el monarca ordenaba: Cubríos y hablad. A continuación, el grande de España no cubierto en cuestión, se cubría y pronunciaba un discurso en el que normalmente se glosaban las grandezas de la casa nobiliaria en cuestión. Por último, el grande de España recién cubierto y su padrino se acercaban a besar la mano del rey con quien intercambiaban algunas palabras, tomaban asiento inmediatamente después en el banco y lugar que les correspondiese. Posteriormente el monarca salía de la antecámara y con ello concluía la ceremonia propiamente dicha.
Era costumbre que tras la ceremonia, los grandes acudiesen a besar la mano de la reina y salían de palacio bajando por orden la escalera recorriendola dos veces, con la finalidad de que los alabarderos dispuestos a ambos lados de la misma pudieran reconocer a los recién cubiertos. Esto se debía a que los grandes de España cubiertos contaban con el privilegio de poder ser recibidos en audiencia sin previo aviso.